# District de Daman
Le district de Daman est l'un des trois districts du territoire de l'Union de Dadra et Nagar Haveli et Daman et Diu sur la côte ouest de l'Inde, encerclé par le district de Valsad (État du Gujarat) au nord, à l'est et au sud et la mer d'Arabie à l'ouest. Le district a une superficie de 72 km2 et une population de 191 173 habitants au recensement de 2011. Le siège du district est Daman.

## Histoire
Daman a été occupée par les portugais en 1531 et a été officiellement cédée au Portugal en 1539 par le sultan du Gujarat.
Le district de Daman (Distrito de Damão) a été créé en tant que division administrative de l'Inde portugaise (Estado da Índia) dans la première moitié du XIXe siècle. Le district était composé des territoires portugais de Daman, Dadra et Nagar Haveli. Il était dirigé par un gouverneur de district, subordonné au gouverneur général de l'Inde portugaise à Goa. Le district était divisé en deux municipalités, Daman et Nagar Haveli, qui étaient ensuite subdivisées en paroisses civiles.
En 1961, Dadra et Nagar Haveli ont été officiellement annexés par l'Inde, formant un territoire de l'Union séparé de Daman.
Le reste du district est resté sous domination portugaise jusqu'à son annexion par les forces indiennes le 19 décembre 1961. De 1961 à 1987, il faisait partie du territoire de l'Union de Goa, Daman et Diu. En 1987, il est devenu une partie du territoire nouvellement formé de Daman et Diu puis de Dadra et Nagar Haveli et Daman et Diu en 2020.

## Démographie
Selon le recensement de 2011, le district a une population de 191 173 personnes pour une densité de 2 655 habitants au km2. C'est le 592e district le plus peuplé d'Inde (sur un total de 640 en 2011). Son taux de croissance démographique au cours de la décennie 2001-2011 était de 69,26 %. Daman est tristement célèbre pour avoir le rapport entre les genres le moins équilibré du pays, avec 533 femmes pour 1 000 hommes et un taux d'alphabétisation de 88,06 %.